# Ruściagi
Ruściagi (biał. Русцягі; ros. Рустяги) – wieś na Białorusi, w obwodzie witebskim, w rejonie brasławskim, w sielsowiecie Słobódka.

## Historia
W latach 1921–1945 ówczesna kolonia leżała w Polsce, w województwie nowogródzkim (od 1926 w województwie wileńskim), w powiecie brasławskim, w gminie Brasław a następnie w gminie Słobódka.
Według Powszechnego Spisu Ludności z 1921 roku zamieszkiwały kolonię 93 osoby, 69 było wyznania rzymskokatolickiego, a 24 prawosławnego. Jednocześnie 86 mieszkańców zadeklarowało polską przynależność narodową, a 7 białoruska. Było tu 15 budynków mieszkalnych. W 1931 w 18 domach zamieszkiwały 92 osoby.
Wierni należeli do parafii rzymskokatolickiej w Słobódce i prawosławnej w Brasławiu. Miejscowość podlegała pod Sąd Grodzki w Brasławiu i Okręgowy w Wilnie; właściwy urząd pocztowy mieścił się w Słobódce.
W wyniku napaści ZSRR na Polskę we wrześniu 1939 miejscowość znalazła się pod okupacją sowiecką. Od czerwca 1941 roku pod okupacją niemiecką. W 1944 miejscowość została ponownie zajęta przez wojska sowieckie i włączona do Białoruskiej SRR.
Od 1991 w składzie niepodległej Białorusi.